# El Gigante, Aguascalientes
El Gigante är en ort i Mexiko.   Den ligger i kommunen Tepezalá och delstaten Aguascalientes, i den centrala delen av landet, 400 km nordväst om huvudstaden Mexico City. El Gigante ligger 1 911 meter över havet och antalet invånare är 664.
Terrängen runt El Gigante är huvudsakligen platt, men österut är den kuperad. Runt El Gigante är det ganska tätbefolkat, med 108 invånare per kvadratkilometer. Närmaste större samhälle är Pabellón de Arteaga, 7,5 km söder om El Gigante. Omgivningarna runt El Gigante är i huvudsak ett öppet busklandskap.